# Riacho dos Macacos
O Riacho dos Macacos é um rio brasileiro que banha o estado do Ceará. Nasce na Serra Azul, é afluente do rio Piranji e no início do seu percuso, suas águas são barrada pelo Açude Macacos.